# École internationale de Hô Chi Minh-Ville
L’École internationale de Hô Chi Minh-Ville (anglais : International School Ho Chi Minh City; ISHCMC) est une école internationale située dans le 2e arrondissement d'Hô Chi Minh-Ville au Viêt Nam.

## Présentation
L'école est fondée en 1993, principalement pour servir la communauté des expatriés. Il s'agit d'une école privée, non confessionnelle, mixte et multiculturelle. La langue d'enseignement est l'anglais. Environ 1400 élèves de plus de 60 nationalités différentes, âgés de deux à 18 ans fréquentent l'école. Le plus grand nombre provient de Corée du Sud, du Viêt Nam, des États-Unis, de France, du Japon et de Taïwan. Les professeurs sont en majorité des britanniques, australiens et américains.
Parmi les 33 écoles internationales que compte Hô Chi Minh-Ville, l'ISHCMC est la première à avoir été fondée. L'ISHCMC, anciennement connu sous le nom d'International Grammar School, ouvre ses portes dans le district n°3. Elle compte plus de 1 300 élèves âgés de 2 à 18 ans et représentant plus de 50 nationalités.
En tant que première école de la ville préparant au baccalauréat international , l'ISHCMC diffuse une culture de la réussite, les élèves sont stimulés, engagés et habilités à devenir des acteurs dans leurs communautés.
L'International School Ho Chi Minh City pratique les tarifs les plus élevés de la ville. Les frais de scolarité des deux dernières années s'élèvent à 34.426,55 € (924 millions VND) par an, tandis que ceux de la première à la 10e année se chiffrent de 23.249,10€ à 30.141,86€ (624 à 809 millions VND).

## Historique
En 1997, l'International Grammar School est rebaptisée "International School Ho Chi Minh City" et déménage à l'emplacement actuel du campus primaire dans le district 2.
En 1998, l'ISHCMC reçoit l'autorisation de proposer le Programme du diplôme du baccalauréat international (IBDP).
En 1999 l'ISHCMC reçoit l'accréditation de l'ECIS, désormais connu sous le nom de Council of International School (CIS).
En 2000 l'ISHCMC diplôme sa première promotion d'élèves du Programme du diplôme du baccalauréat international (PDBI).
En 2008 l'ISHCMC reçoit l'accréditation du NEASC et est dorénavant accrédité par deux des organismes d'accréditation internationaux les plus renommés au monde.
En 2011, l'ISHCMC rejoint le groupe des écoles Cognita, une famille de plus de 100 écoles dans le monde.
L'année académique 2017/18 a accueilli l'introduction du tout nouveau campus secondaire ISHCMC à la pointe de la technologie, situé à moins de 5 kilomètres du campus principal ISHCMC. Les deux campus ISHCMC sont situés dans le 2e arrondissement.
En 2018, l'ISHCMC fête ses 25 ans et son statut de première école internationale à Ho Chi Minh Ville.
En 2023, l'ISHCMC célèbre sa 30ᵉ année de curiosité, de réussite, de résilience et d'empathie.

## Programme du baccalauréat international
L'ISHCMC est l'un des rares établissements du Continuum du baccalauréat international (IB) au Viêt Nam à proposer le Programme primaire (PP), le Programme de premier cycle secondaire (PPCS) et le Programme du diplôme (PD) de l'IB. Grâce au programme d'études de l'IB, les élèves acquièrent une compréhension et une connaissance de leur monde par le biais d'expériences d'apprentissage personnalisées et de recherches qui leur permettent de développer une compréhension approfondie de concepts importants dans des contextes mondiaux.
L'école propose le programme du premier cycle du baccalauréat international aux élèves de la maternelle à la cinquième année (de 2 à 12 ans), le programme du premier cycle du baccalauréat international pour les élèves de la 6e à la 10e année (de 12 à 16 ans) et le programme du diplôme de baccalauréat international ou des certificats pour les élèves de la 11e à la 12e année (âgés de 16 à 18 ans). L'école est une école l'BI entièrement accréditée, offrant les trois programmes du baccalauréat international (programme primaire, programme de premier cycle secondaire et diplôme de l'IB) à tous les élèves.
L'école est entièrement accréditée par le Conseil des écoles internationales (CEI), l'organisation internationale d'accréditation.

## Principales activités extra-scolaires
Activité (participation)
- Conseil représentatif des étudiants (Spirit Week, casque de sécurité du projet, Formal Dance Party)
- Modèle des Nations unies (THIMUN-Singapour, BEIMUN, HOMUN)
- Asie du Sud-Est de mathématiques
- Australien de mathématiques
- Mékong Association des écoles internationales MRISA Exchange Sports, MRISA Cultural Exchange)
- Saigon Stingrays
- Concert Band (concert de gala, Graduation Day, journée de présentation)
- String Orchestra (concert de gala, Journée de présentation)
- Concert Choir (concert de gala, Graduation Day, journée de présentation)
- La bataille de la bande
- Dance Competition
- Production de fiction (2008 Drama Production : A Midsummer Night's Dream)